# Castillo japonés

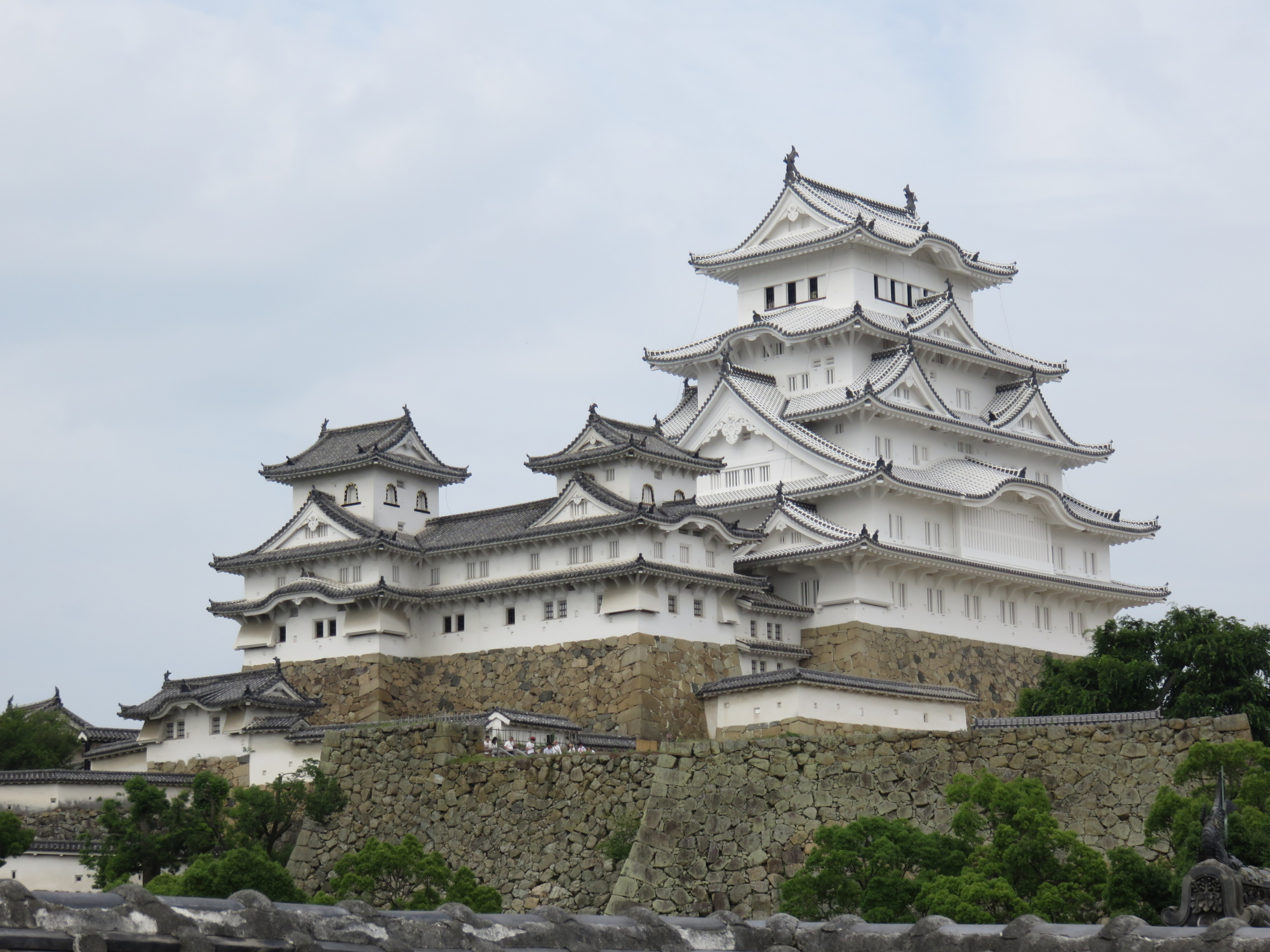
El Castillo Himeji en la prefectura de Hyōgo es uno de los castillos más importantes de Japón y Patrimonio de la Humanidad.

Los castillos japoneses (城 shiro?) son fortificaciones construidas principalmente con piedra y madera. Estos evolucionaron a partir de las edificaciones de madera de siglos anteriores hasta las formas más conocidas que surgieron a finales del siglo XVI y principios del siglo XVII, siguiendo el ejemplo del Castillo Azuchi, construido por Oda Nobunaga, y el primero de su tipo que utilizó la piedra en la base del castillo, haciéndolo más resistente. De la misma forma que los castillos de otras partes del mundo, los castillos japoneses eran construidos para vigilar lugares estratégicos o importantes como puertos, ríos, o caminos y casi siempre tenían en cuenta las características del lugar para su mejor defensa.
Los castillos japoneses vivieron varias etapas de destrucción. Durante el shogunato Tokugawa se decretó una ley para limitar el número de castillos que cada daimyō o señor feudal podía poseer, limitándose a uno por feudo, por lo que varios fueron destruidos. Después de la caída del sistema shogunal y del regreso al poder del Emperador de Japón durante la Restauración Meiji, nuevamente muchos castillos fueron destruidos y algunos otros desmantelados, en un intento de romper con el pasado y modernizar el país. Durante la Segunda Guerra Mundial muchos castillos fueron destruidos durante los bombardeos en las regiones de la costa del Pacífico y solo algunos castillos ubicados en áreas remotas, como el Castillo Matsue o el Castillo Matsumoto permanecieron intactos.
Posteriormente a la Segunda Guerra Mundial muchos castillos han sido reconstruidos con materiales modernos, como hormigón, aunque en algunos pocos se han utilizado los materiales originales y siguiendo la misma técnica que en su época de esplendor. Al día de hoy solo doce conservan su estructura original, sobresaliendo el Castillo Himeji, localizado en la Prefectura de Hyōgo. De los castillos existentes, ya sea originales, reconstruidos o en ruinas, muchos de ellos han recibido el estatus de Patrimonio de la Humanidad por la Unesco, mientras que otros han sido designados Tesoros Nacionales.
Actualmente muchos castillos se han convertido en museos y alojan objetos de importancia de la región, contando la historia de las ciudades donde se encuentran.

## Etimología
En japonés, el kanji utilizado para la palabra castillo es 城, el cual se lee como shiro según la pronunciación Kun'yomi, esto es, cuando el kanji no está acompañado por otro, o jō según la On'yomi o cuando forma parte de una palabra. Un ejemplo es Kumamoto-jō (熊本城?) o Castillo Kumamoto.
En español, para referirse a un castillo se omite la terminación jō, mencionando solamente su nombre. Otro aspecto importante a considerar es que generalmente los castillos están nombrados de acuerdo a la ciudad, región o prefectura en la que se encuentran. Por ejemplo el Castillo Gifu se encuentra en la ciudad homónima, lo mismo que el Castillo Komoro, el Castillo de Hiroshima, etc.

## Historia

### Primeras fortificaciones

#### Período Yayoi
Las primeras fortificaciones en Japón datan del período Yayoi (300 a. C. - 300 d. C.), período que se caracteriza por la expansión del cultivo del arroz así como la introducción de metales (primero hierro y posteriormente bronce) al archipiélago por parte de inmigrantes provenientes de Asia continental. Las comunidades de la cultura Yayoi comenzaron a crecer y desplazaron a los nativos, por lo que se construyeron fortificaciones para proteger sus intereses y asentamientos. Las primeras fortificaciones se construyeron en puntos elevados del terreno con la finalidad de que sirvieran además como puestos de vigilancia en caso de ataques.
Además de la evidencia arqueológica, antiguos registros de China referentes a Japón, antiguamente conocido en este país como Wa, mencionan la construcción de fortificaciones en este período. El registro más antiguo sobre este tema se encuentra en el Wei Zhi, el cual documenta la historia de la Dinastía Wei (220-265 d. C.). Otro importante registro es en el Hao Hanshu, compilado alrededor del año 445 d. C.
Durante los estudios realizados en antiguos asentamientos del período, como los encontrados en Otsuka, cerca de Yokohama y Yoshinogari, en Kyūshū, se ha descubierto, además, que algunos asentamientos estaban protegidos por diques, incluso en aquellos ubicados en sitios elevados.

#### Período Yamato

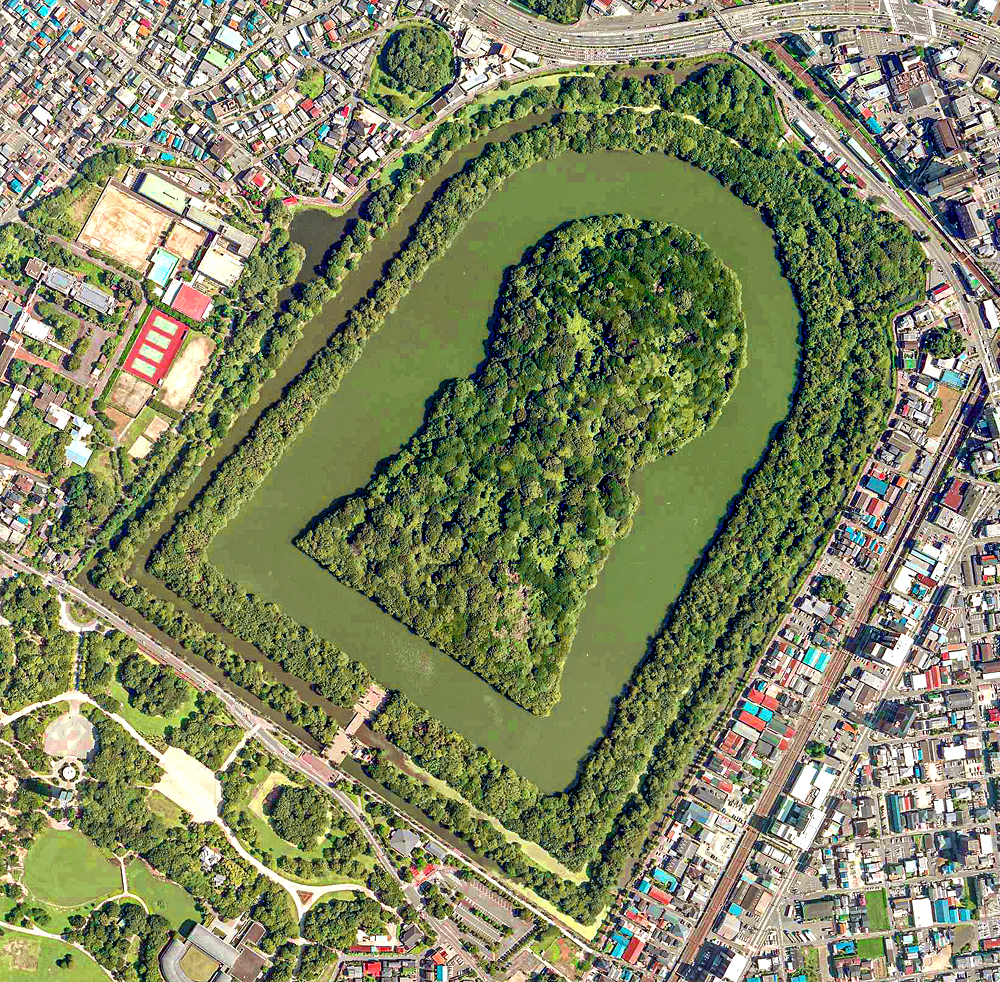
El Daisenryō-Kofun, en Osaka, es la tumba más grande de este tipo y su construcción data del

El desarrollo de la cultura Yayoi culminó con el establecimiento de un Estado unificado conocido actualmente como Yamato, establecido por un linaje dominante que a la postre se convertiría en la casa imperial. El dominio sobre sus oponentes de la corte de Yamato, asentada en lo que hoy corresponde a la Prefectura de Nara, dio como resultado la ausencia de fortificaciones a partir del año 300, desarrollándose en su lugar la construcción de Kofun; túmulos funerarios de gran tamaño.
La atención hacia las fortificaciones resurgió alrededor del año 664, después de que una fuerza expedicionaria partiera de Japón, en un intento de ayudar a sus aliados de Paekche en contra de la coalición formada por el reino de Silla y la dinastía Tang. Después de una estrepitosa derrota en 663, donde murieron unos 10 000 soldados, los habitantes de Japón comenzaron a preocuparse por una posible invasión por parte de China o Corea, por lo que el Emperador Tenchi, según el Nihon Shoki, decretó que se erigieran las defensas necesarias en las islas de Tsushima e Iki, así como en las tierras de Tsukushi, para protegerse en caso de una invasión. Dentro de las edificaciones construidas para este propósito destaca el Mizuki (水城?   «castillo de agua»), una gran construcción de 40 metros de largo por 15 de alto con fosos, su finalidad era la defensa de los cuarteles ubicados en Dazaifu.

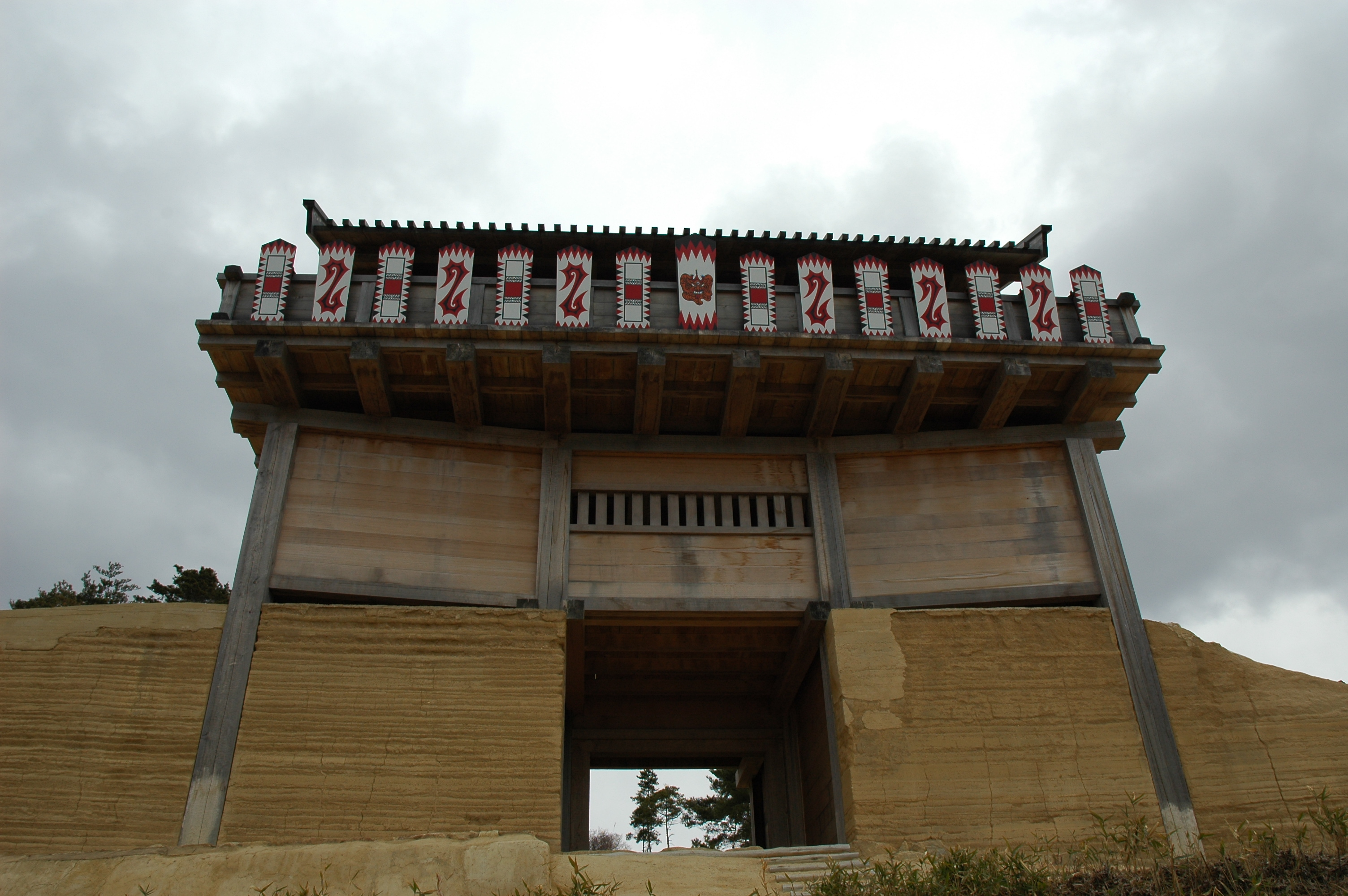
La puerta occidental reconstruida del Castillo Ki, una fortificación del basada en la arquitectura coreana.

Después de la construcción de esta fortificación, conservada en su mayor parte hasta el día de hoy, se comenzaron a construir fortificaciones que pueden identificarse más con el actual concepto de castillo, primero a lo largo de Kyūshū y después tierra adentro hasta el centro de control de Yamato, hasta lo que hoy corresponde a Nara. El estilo de tales fortificaciones es claramente coreano, debido a que fueron refugiados de Paekche quienes llevaron a cabo la construcción. Un ejemplo es la construcción del Castillo Ki, llevada a cabo por Ongye Pongnyu, quien escapó junto con los sobrevivientes de la derrota del año 663 y que como muestra de agradecimiento colaboró en la construcción de castillos en Japón basados en el modelo de los sanseong o castillos coreanos.
Las fortificaciones erigidas en dicho período fueron mantenidas y reparadas durante aproximadamente cuatro décadas, hasta que la situación se normalizó en Asia debido a la retirada de la dinastía Tang de Corea, península que quedó gobernada por Silla, lo que desvaneció la posibilidad de una invasión de Japón. A partir de este momento, la corte Yamato centró su atención en el noreste del país, en las tribus que se resistían al mandato central y que fueron identificadas como emishi. Los intentos por subyugar a los emishi comenzaron alrededor de la segunda mitad del siglo VII, por lo que junto con las campañas militares, se establecieron diversas fortificaciones de madera en el norte del país. En la provincia de Echigo se construyeron dos fortificaciones en 647 y 648, práctica que continuaría por dos siglos más en las provincias de Mutsu y Dewa conforme la frontera de Yamato iba avanzando. Durante este período las fortificaciones no solo sirvieron para fines militares, sino que eran verdaderos centros de la administración imperial. En 774, una vez que se hubieron construido fortificaciones de gran tamaño e importancia estratégica, comenzó una campaña a gran escala de «pacificación» de la zona que duraría cuarenta años, con expediciones importantes en 776, 788, 794, 801 y 811, después de las cuales se declaró finalizada con éxito la misión de pacificación.

### Período Heian
En el año 710 se estableció la primera capital permanente de Japón en Nara, pero pronto fue abandonada y trasladada a Kioto en el año 794, lo que marcó el inicio del período Heian, el cual estuvo caracterizado por una serie de guerras y revueltas que culminaron con las Guerras Genpei de 1180-1185. Durante esta época se construyeron atalayas y empalizadas temporales ante la inminencia de algún conflicto, sobre todo alrededor de la capital. Un ejemplo de estas empalizadas, fue la de Kuriyagawa, un complejo defensivo de grandes proporciones que fue asediado en el año 1062 durante la Guerra Zenkunen o «Guerra de los nueve años».
En 1192 Minamoto no Yoritomo fue nombrado el primer shōgun hereditario, después de que el clan Minamoto venciera a los Taira durante las Guerras Genpei, siendo una de las victorias más importantes para Yoritomo la de Ichi-no-Tani, una importante fortaleza costera dominada por los Taira en la provincia de Harima, al oeste de la actual Kōbe.

### Período Kamakura

Un samurái es atacado por diversos arqueros y explosivos lanzados desde catapultas durante las invasiones de los mongoles a Japón.

El triunfo de Yoritomo llevó al establecimiento del primer shogunato o dictadura militar en Japón, y además significó que la capital fuera trasladada hacia Kamakura, de donde toma su nombre este periodo. Kamakura fue entonces fortificada, una práctica inusual en la historia del país.
El uso de la piedra en fortificaciones o castillos fue prácticamente nulo, solo se empleó en contadas ocasiones después de las invasiones de los mongoles a Japón. Kublai Khan, gobernante Yuan de China lanzó un primer intento de invasión en el año 1274, aunque el enfrentamiento fue breve, y prácticamente el mismo día que desembarcaron regresaron a China. Esta experiencia llevó a los japoneses a construir murallas de piedra alrededor de la bahía de Hataka, lugar donde habían desembarcado las fuerzas invasoras. Cuando los mongoles regresaron en 1281 dichos muros sirvieron como base para los arqueros defensores.
Durante las guerras Nanbokuchō del siglo XIV se construyeron importantes castillos, predominantemente de madera y en la cima de las montañas, aprovechando la orografía del lugar para mejorar sus defensas. Dos castillos sobresalientes del período son el Castillo Akasaka y el Castillo Chihaya, ambos defendidos por el samurái Kusunoki Masashige.

### Período Sengoku

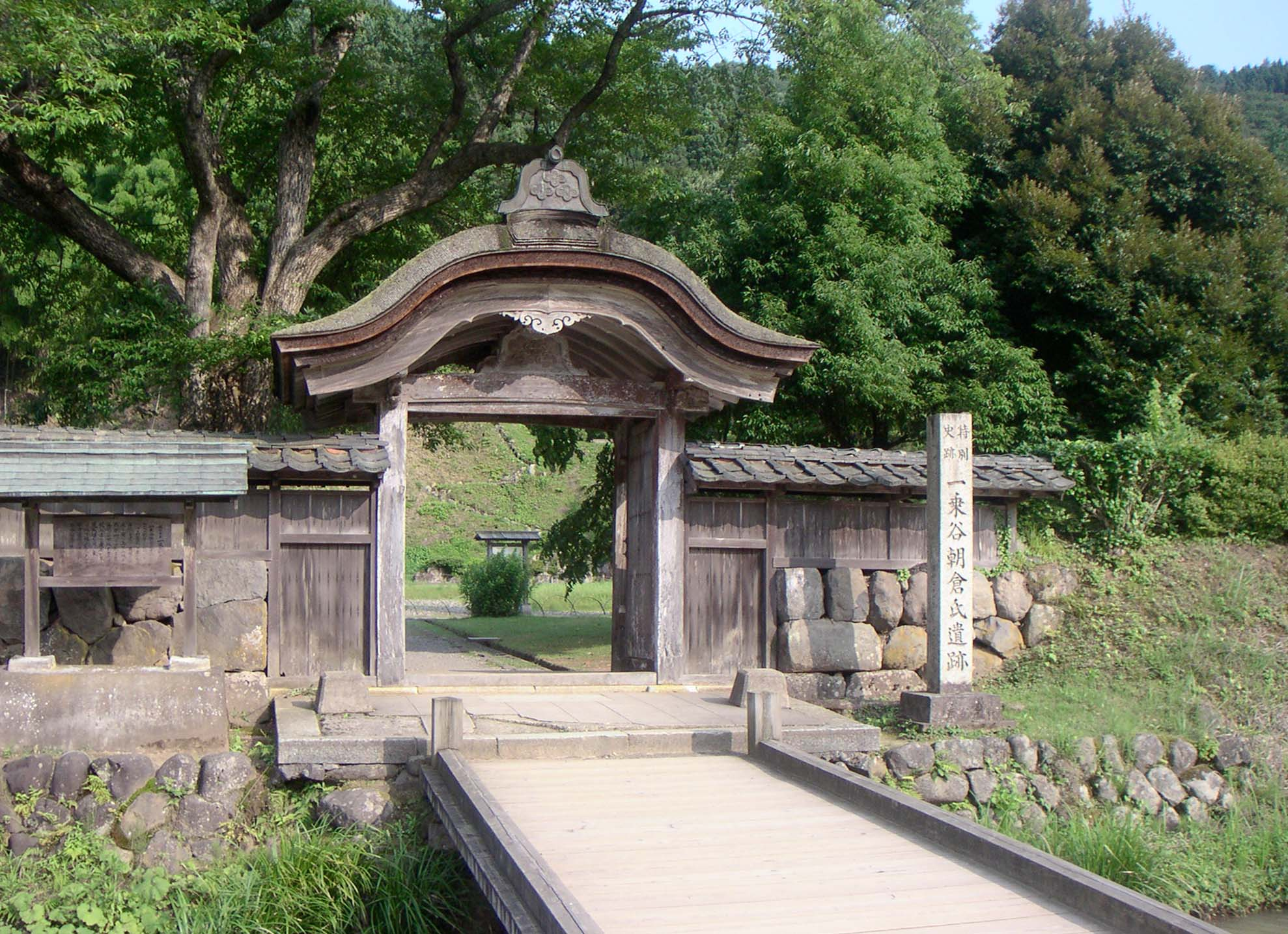
Ruinas del yashiki de Ichijōdani, el cual pertenecía al clan Asakura.

La Guerra Ōnin que estalló en 1467 marcó el comienzo del llamado período Sengoku; una era de cerca de 150 años de guerras continuas entre los daimyō (señores feudales) a lo largo de todo el archipiélago. Por la duración de la Guerra Ōnin (1467-1477), la ciudad entera de Kioto se convirtió en campo de batalla y sufrió un tremendo daño. Las mansiones de los nobles comenzaron a fortificarse en el transcurso de 10 años; además se realizaron esfuerzos para aislar toda la ciudad de los ejércitos samurái merodeadores que dominarían el paisaje por casi un siglo.
El país se sumió en la guerra y rápidamente se comenzaron a construir fortificaciones adicionales para tomar ventaja o dominar lugares importantes, generalmente en lo alto de las montañas, por lo que fueron conocidas como yamashiro («Castillos de montaña»). Junto con los yamashiro surgieron entonces mansiones fortificadas conocidas como yashiki (屋敷?), las cuales iban desde simples edificaciones hasta complejos sumamente elaborados, alrededor de los cuales se construían atalayas, murallas y puertas. Ambas estructuras se convirtieron entonces en importantes centros políticos y militares, alrededor de los cuales surgieron los llamados jōkamachi (城下町?   lit. «pueblo bajo castillo»).
Lo que hoy se consideran estereotipos «clásicos» de los castillos japoneses surgieron en esta época.

### Período Azuchi-Momoyama

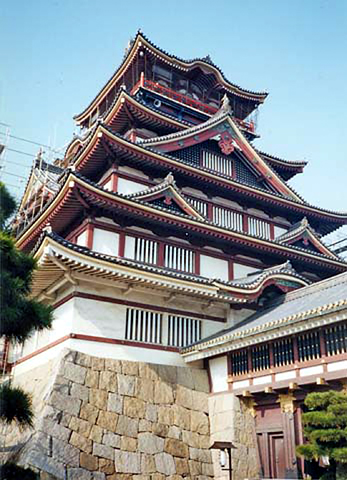
El Castillo Fushimi-Momoyama, uno de los que le dieron nombre a este período.

El punto débil de los castillos del período anterior, eran sus bases, generalmente «laderas esculpidas» que obligaban a los responsables de los castillos a realizar importantes obras de mantenimiento por lo menos cada cinco años, además de no soportar construcciones de más de tres pisos de altura. La solución consistió en disponer amplias bases de piedra que caracterizan al típico castillo japonés. Esta solución además les brindó un soporte sumamente rígido frente a los temblores constantes que sufre Japón. El sistema de base de piedra no se extendió muy rápidamente por el país por motivos financieros y porque generalmente los daimyō no utilizaban solamente un castillo, sino que era habitual que contaran con toda una red de castillos satélites. En este caso, el castillo principal era llamado honjō, mientras que los castillos secundarios de apoyo eran llamados shijō. Los shijō, eran normalmente gobernados de modo independiente del castillo principal, con el objetivo de administrar los territorios del feudo, esas tareas en los castillos secundarios eran encargadas a miembros de la familia gobernante o a vasallos de mucha confianza leales al clan. Los shijō además podían ser réplicas en miniatura de los castillos principales, con la misma base de piedra y atalayas de madera. Finalmente los shijō podían estar apoyados por empalizadas fortificadas a semejanza de los antiguos yamashiro del período sengoku.
Los primeros en desarrollar el uso de la base de piedra en la construcción de las torres del homenaje o tenshu kaku fueron los arquitectos de Anō, en la provincia de Ōmi. Dichos arquitectos tenían experiencia en la construcción de bases de piedra de pagodas y santuarios, y después de hacer pruebas en la construcción de atalayas, el primer registro que se tiene de ellos es del año 1577, sobre la construcción del tenshu del Castillo Tamon del daimyō Matsunaga Hisahide, aunque desafortunadamente nada sobrevive de él a día de hoy. Otro de los primeros tenshu en utilizar base de piedra fue el del Castillo Maruoka, construido en 1576 y que permaneció prácticamente intacto hasta 1948, cuando tuvo que ser nivelado a causa de un terremoto utilizando materiales originales. El tenshu original más antiguo es probablemente el del Castillo Matsumoto, cuya construcción ha sido datada en 1597.
Durante esta época, además se construyeron diversos castillos tanto con fines defensivos como para reflejar la riqueza de cada señor feudal, buscando impresionar a los daimyos enemigos. Ejemplos de este tipo de castillos son el Castillo Azuchi, construido por Oda Nobunaga y destruido en 1582 tras su muerte durante el incidente de Honnōji, y el Castillo Fushimi-Momoyama, construido por Toyotomi Hideyoshi. Ambas fortificaciones brindan su nombre como referencia de este periodo de la historia de Japón.

#### Castillos japoneses en Corea

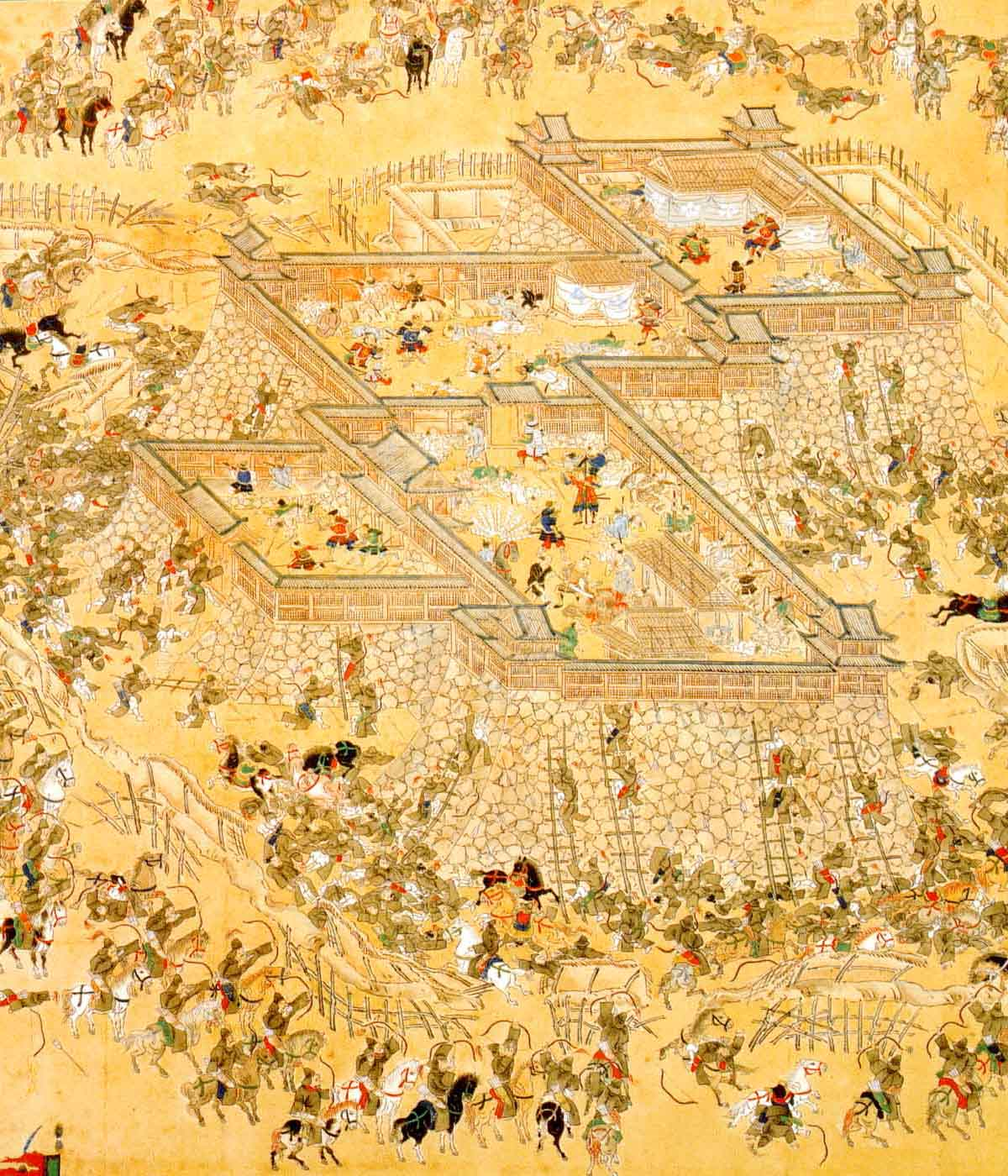
Soldados chinos y coreanos atacan la fortaleza de Ulsan, un wajō o castillo japonés.

Durante su mandato, Toyotomi Hideyoshi ordenó la invasión de Corea, lo que llevó a un conflicto de seis años de duración. Durante la guerra, muchos castillos japoneses (llamados Wajō 倭城 en japonés y Waeseong en coreano) fueron construidos a lo largo de las costas del sur de Corea con el objetivo de defender sus comunicaciones. Debido a que los castillos coreanos fueron tomados con extrema facilidad ante el avance japonés, los invasores decidieron crear sus propios castillos, elaborados generalmente cavando en las colinas y revistiendo los espacios con grandes piedras para formar las fortalezas. Por su construcción, los castillos tuvieron una vida muy corta, por lo que a día de hoy solo sobreviven algunas bases a lo largo de la península coreana.

### Período Edo y Restauración Meiji

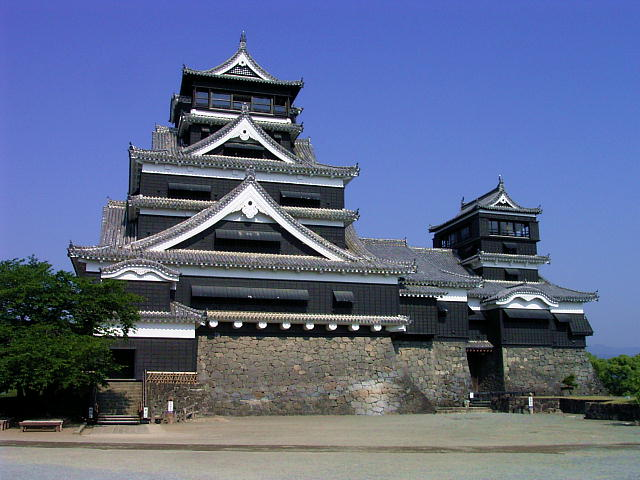
El Castillo Kumamoto fue asediado durante la Rebelión Satsuma.

Tras la muerte de Toyotomi Hideyoshi, el país se dividió en dos grandes bandos que se enfrentaron en el año 1600: por un lado se encontraban los leales al clan Toyotomi, encabezados por Ishida Mitsunari, y por el otro los seguidores de Tokugawa Ieyasu. La batalla, conocida como batalla de Sekigahara, marcó el inicio de la hegemonía del clan Tokugawa, el cual gobernó hasta 1868. El gobierno del clan Tokugawa es conocido como shogunato Tokugawa o período Edo, y comenzó en 1603, cuando Ieyasu fue nombrado oficialmente shōgun. En 1615 el shogunato Tokugawa estableció un sistema de regulación para los castillos que cada daimyō podía poseer. Debido a esta política, conocida como ikkoku ichijō (一国一城?   lit. «una provincia, un castillo»), muchos castillos fueron destruidos o desmantelados, y los restantes se convirtieron en sedes de las administraciones locales.
El período Edo se caracterizó por ser un largo período de paz, interrumpido solamente por algunos conflictos internos, por lo que los castillos japoneses se convirtieron además en ciudades castillo, alrededor de los cuales floreció la economía local, y posteriormente se transformarían en las ciudades actuales del país.
Durante mediados del siglo XIX, el poder del shōgun decayó notablemente y surgieron numerosos movimientos pro-imperialistas en el país, por lo que muchos castillos fueron nuevamente convertidos en bases militares y algunos fueron incendiados durante las revueltas. Cuando el Emperador retomó su papel protagonista en los asuntos políticos del país, los castillos fueron considerados como posibles bases para rebeliones (como la ocurrida durante la Rebelión Satsuma y el consiguiente asedio al Castillo Kumamoto), así como símbolos de un sistema anticuado y desacreditado, por lo que en 1873 se promulgó la Ley para la abolición de castillos, mediante la que se ordenó la destrucción de muchos de ellos, permitiendo únicamente conservar las torres a algunos otros. En 1875, de los 170 castillos que habían sido construidos en el período Edo, las dos terceras partes fueron destruidos.

### En la actualidad
Desde 1931 se comenzó la reconstrucción de antiguos castillos, siendo el primero el de Osaka, seguido del Castillo Gujō Hachiman en 1933 y el Iga Ueno en 1935.
Otra etapa de destrucción de los castillos tuvo lugar durante la Segunda Guerra Mundial, en la que muchos fueron destruidos por los bombardeos de las regiones de la costa del Pacífico. Solo algunos castillos ubicados en áreas remotas, como el Castillo Matsue o el Castillo Matsumoto permanecieron intactos. Después del conflicto resurgió la intención de reconstruir los antiguos castillos, y desde entonces una gran cantidad de ellos han sido erigidos, siendo destinados en la mayoría de las ocasiones a albergar museos locales. Los materiales empleados suelen ser materiales modernos, como el hormigón, por lo que de los castillos existentes, solo doce conservan su construcción original.
De los castillos actuales, los castillos Matsumoto, Inuyama, Hikone y Himeji han sido nombrados Tesoros nacionales (国宝 kokuhō?) por el Ministerio de Educación, Cultura, Deportes, Ciencia y Tecnología de Japón, mientras que los castillos Maruoka, Matsue, Marugame, Uwajima, Bitchū Matsuyama, Hirosaki y Matsuyama han sido designados «Propiedad de importancia cultural» (重要文化財 jūyō bunka zai?). Finalmente, los castillos Nijō, Himeji, Nakijin, Naka y Shuri están catalogados como Patrimonio de la Humanidad por la Unesco.

## Elementos y características del castillo japonés
Todos los castillos del «sistema desarrollado» (aquellos con bases de piedra y complejos de edificios) tenían ciertos elementos en común.

### Arreglo general
Justo en el apogeo del típico castillo japonés, en el año de 1591 Toyotomi Hideyoshi decretó el «Edicto de Separación», con el que se buscaba separar formalmente a los samuráis de los campesinos. Este edicto afectó también a la organización de las ciudades castillo, ya que mientras los soldados vivían dentro, los campesinos vivían fuera de la ciudad. Durante este tiempo tenía suma importancia el rango dentro del clan, pues cuanto más arriba se estuviera en la escala jerárquica, más cerca se encontrarían las habitaciones propias de la torre del homenaje. Los sirvientes más antiguos, o karō, quedaban justo fuera de la torre principal y afuera quedaban los soldados ashigaru, solo protegidos por fosos o muros de tierra. Entre los ashigaru y los karō se encontraban los artesanos y mercaderes. Fuera del anillo formado por las habitaciones de los ashigaru se encontraban los templos y santuarios, los cuales constituían los límites de la ciudad castillo. Justo a las afueras se encontraban los campos de arroz.
La principal característica común de los castillos japoneses era que las torres de homenaje se encontraban en el punto más alto del área cerrada del castillo, rodeada por una serie de empalizadas intercomunicadas. El término general empleado para referirse a los múltiples patios y áreas cerradas formadas por este tipo de disposición se denomina kuruwa (曲輪?). Uno de los aspectos a considerar en el momento de planificar la construcción de un castillo era saber cómo esos kuruwa ayudarían en la defensa de la fortificación, lo que generalmente era deseado basándose en la topografía del lugar. El área central del kuruwa era la sección más importante en el aspecto defensivo, y se denominaba hon maru (本丸?   ciudadela interior). En el hon maru se localizaban el tenshu kaku y otros edificios residenciales para el uso del daimyō. A su vez, el segundo patio se denominaba ni no maru (二の丸?) y el tercero san no maru (三の丸?). Aunque en el caso de castillos de mayores proporciones se podían encontrar secciones circundantes llamadas soto-guruwa o sōguruwa, los estilos existentes están definidos por la ubicación del honmaru.

#### Estilos
De acuerdo con la localización del hon maru se pueden distinguir tres estilos:
- Estilo Rinkaku (輪郭式 Rinkaku-shiki?): El hon maru está localizado en el centro y los ni no maru y san no maru forman anillos concéntricos a su alrededor.
- Estilo Renkaku (連郭式 Renkaku-shiki?): El hon maru se ubica en el centro, con los ni no maru y san no maru a los lados.
- Estilo Hashigokaku: En el último estilo, aplicado prácticamente sólo a castillos de montaña, el hon maru se localiza en un vértice, mientras que los ni no maru y san no maru van descendiendo en forma de escalera.

#### Tipos dependiendo su localización
Dependiendo de su localización, los castillos japoneses se pueden dividir en tres tipos:
- Yamashiro (山城?   castillo de montaña).- Este tipo fue el más utilizado en tiempos de guerra, y se caracterizaba por estar construido en la cima de las montañas.
- Hirashiro (平城?   castillo de planicie).- Eran castillos construidos en medio de planicies o llanuras siguiendo el modelo del Castillo Osaka, el primero construido de este tipo.
- Hirayamashiro (平山城?).- Este tipo de castillos se construía en montañas de poca altura o grandes colinas, ubicando el castillo en un llano.

### Muros y murallas

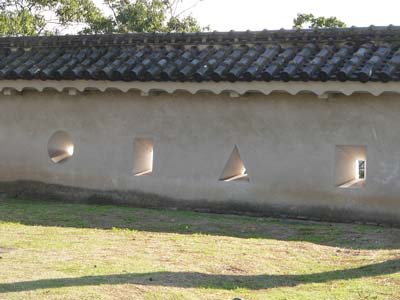
Hazama o aberturas en los muros del Castillo Himeji.

Los sucesivos kuruwa y maru estaban divididos entre sí por fosos, diques, muros de menor tamaño construidos encima de las bases de piedra, llamadas dobei (土塀?), y las murallas de piedra, llamadas ishigaki (石垣?).
Los muros, hechos a base de yeso y rocas, solían tener aspilleras llamadas hazama (狭間?) cuya función era permitir a los defensores atacar a los sitiadores desde una posición interior lo más protegida posible. Se utilizaban orificios circulares o triangulares para arcabuces, y rectangulares para flechas. Estos muros tenían también una función estética, por lo que eran pintados y adornados con hileras de árboles y arbustos; generalmente pinos.
Las grandes bases de piedra, que llegaban a alcanzar alturas de hasta cuarenta metros, constituían los fundamentos del castillo. Dichas bases solían construirse según el diseño del maru y los kuruwa, uniendo las bases con un diseño de cuña.

#### Estilos de murallas de piedra
Las murallas se pueden clasificar dependiendo de cómo estas han sido acomodadas. En el estilo Ranzumi (乱積?) se utilizaban piedras de distintos tamaños sin un patrón, mientras que en el estilo Nunozumi (布積?) se usaban aquellas de un tamaño similar, por lo que se alineaban a lo largo de la muralla.

#### Tipos de murallas de piedra
Dependiendo de lo trabajadas que estuviesen las piedras utilizadas en el ishigaki, las murallas se pueden clasificar en:
- Nozurazumi (野面積?).- Se utilizaban piedras en su estado natural y no se les daba ningún tipo de forma. Eran sumamente débiles, por lo que no se podían construir murallas de gran tamaño. Además podían ser escaladas con facilidad.
- Uchikomihagi (打込ハギ?).- Las piedras eran colocadas firmemente unas contra otras, y la cara era desbastada para hacerla plana. Los pequeños huecos resultantes eran tapados con pequeñas piedras.
- Kirikomihagi (切込ハギ?).- En este tipo, las piedras eran labradas de tal modo que encajaban perfectamente unas con otras, por lo que prácticamente no quedaban orificios.

### Portones
En la arquitectura japonesa existían una gran cantidad de portones, llamados Mon (門?) en japonés, aunque todos poseían características en común: dos columnas (kagamibashira), generalmente unidas a dos pilares (hikaebashira), conectadas por un dintel (kabuki). El resto de los detalles arquitectónicos dependía de su posición, función o necesidades defensivas.
Entre los distintos tipos de portones destacan:
- Yaguramon (櫓門?).- Eran portones que contaban con una yagura en la cima con la finalidad de defender el acceso.
- Yakuimon (薬医門?).- Eran portones con techos que cubrían tanto las columnas frontales como los pilares traseros.
- Koraimon (高麗門?).- Los pilares frontales y las puertas estaban cubiertas con un techo independiente del que cubría los pilares traseros y las vigas de apoyo. Este tipo de portones sustituyó al Yakuimon.
- Munamon (棟門?).- Los dos principales pilares estaban cubiertos por un techado similar a la koraimon, pero sin el techo extra.
- Tonashimon (戸無門?).- Este estilo es prácticamente una koraimon pero sin la puerta.
- Kabukimon (冠木門?).- Era un portón muy sencillo consistente de dos pilares y una viga horizontal, con puerta pero sin techo, por lo que no seervía para la defensa.
- Heijūmon (塀重門?).- Tipo similar al kabukimon, pero sin la viga horizontal.
- Nagayamon (長屋門?).- Este tipo de portón atravesaba grandes almacenes y bodegas, los cuales se construían alrededor de ella.
- Karamon (唐門?).- Portón ornamental con un gablete de estilo karahafu, esto es, redondeado al centro.
- Uzumimon (埋門?   lit. «puerta enterrada»).- Se construían ya fuera cortando una abertura en medio de un muro de piedra previamente establecido, o dejando un espacio muy estrecho para su futura construcción.
- Masugata (枡形?).- Eran complejos de dos portones: generalmente un koraimon por la parte exterior, y un yaguramon en el interior formando un ángulo recto, y rodeadas de muros para crear un área cercada cuadrada.

### Fosos
Uno de los aspectos defensivos más importantes dentro de un castillo era su sistema de fosos o hori (堀?). Dependiendo de la forma que estos pudieran tener, se pueden clasificar en hakobori (箱堀?) o con fondo en forma de «caja», yagenbori (薬研堀?) o con fondo en forma de «V», katayangenbori (片薬研堀?) o con fondo recto cargado hacia algunos de sus lados y kenukibori (毛抜堀?) o con fondo en forma de «U».
Además de la forma de su fondo, era común encontrar fosos rellenos de agua llamados mizuhori (水堀?), y fosos secos llamados karabori (空堀?).
Usualmente además se construían estructuras en el fondo de los fosos a modo de muros, con la finalidad de reducir el ejército enemigo que intentara cruzarlo, creando barreras adicionales que tendrían que sortear los invasores. Todos aquellos fosos en los que solo se construía una única hilera de crestas se denominan unebori (畝堀?), mientras que los que tenían sistemas más elaborados se conocen como shojibori (障子堀?), en una clara alusión al papel japonés que lleva su mismo nombre.

### Yagura
En japonés, el término yagura (櫓?   lit. «almacén de flechas») se emplea de un modo genérico para designar las distintas torres existentes. En los castillos japoneses existían una gran variedad de torres. Por ejemplo, los pórticos amurallados construidos en forma de atalayas reciben el nombre de watari yagura. Otro tipo existente eran los tamon yagura, edificios de un solo piso construidos en forma de murallas sobre las bases de piedra. Esta construcción, además de proporcionar una posición defensiva, podía además establecerse como un centro de observación. Otro ejemplo del uso que se le daba a los tamon yagura lo proporciona el Castillo Hikone, donde esta edificación se utilizaba para albergar las habitaciones de la servidumbre.
En las esquinas de las murallas se construía otro tipo de torres, llamadas sumi yagura, las cuales generalmente incorporaban ishi otoshi, similar al matacán.
Los yagura también se clasificaban dependiendo de lo que se almacenara en ellos, por ejemplo: Teppō yagura (arcabuces), Hata yagura (banderas), Yari yagura (lanzas), Shio yagura (sal), etc., o de sus funciones, como Taiko yagura (en las que se guardaba un tambor), Tsukimi yagura (para observar la luna) e Ido yagura, en donde se alojaba un pozo.

### Torre del homenaje
La primera edificación que solía observarse, antes que murallas o pórticos, era el tenshu kaku (天守閣?) o torre del homenaje, debido a que era la construcción de mayor altura e incluso podía ser visible a varios cientos de metros de distancia.
Un tenshu kaku típico, generalmente contaba con al menos tres pisos de altura, siendo el más alto de siete. Una característica importante era que el número de pisos que se percibían desde el exterior rara vez correspondía a los pisos reales, debido a que solían construirse sótanos en la base de piedra.
La función del tenshu kaku era de suma importancia dentro del complejo, ya que era el encargado de proveer una última línea de defensa, constituía la imagen del daimyō gobernante, y suponía un lugar de almacenamiento seguro.

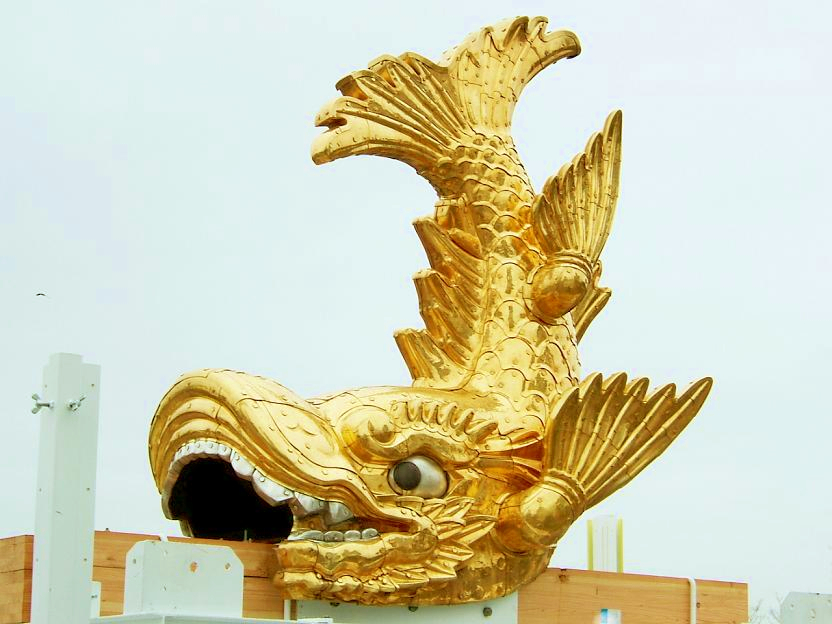
Shachi del Castillo Nagoya.

Por lo regular estas torres contaban con ventanas cuadradas, y el último piso disponía de un balcón exterior. En la cima de la construcción solían encontrarse decoraciones llamadas shachi, bien metálicas o de losa, las cuales se creía que prevenían los incendios y alejaban los «malos espíritus».
Dentro de los castillos que sobreviven hasta nuestros días, se ha encontrado que generalmente estaban pintados de color blanco, aunque esta no era una regla. Algunos castillos como el Azuchi o el Osaka tenían colores muy brillantes y estaban decorados con tigres y dragones, mientras que por otro lado los castillos Kumamoto y Okayama estaban pintados de color negro.
Los tenshu kaku se pueden dividir por su estructura o su estilo.

#### Clasificación por estructura
De acuerdo a la estructura, las torres del homenaje se pueden dividir en dos tipos: borogata y sotogata.
El estilo borogata (望楼型?), presente en aquellos castillos construidos cuando aún no se había desarrollado en su totalidad la base de piedra, son fácilmente reconocibles porque cuentan con un tejado a cuatro aguas y gablete, estilo conocido como irimoya, el cual produce la impresión de que los pisos inferiores y superiores fueran de distintos estilos, o de que una torre hubiera sido construida sobre otro edificio.
El estilo sotogata (層塔型?) es identificable debido a que todos los pisos muestran uniformidad, siendo los pisos superiores de la misma forma pero más pequeños. Aunque también se pueden encontrar pequeños gabletes, estos son meramente decorativos y no necesariamente son parte de la construcción principal.

#### Clasificación por estilo
Dentro de los castillos construidos en Japón en rara ocasión los tenshu kaku estaban aislados de otros edificios, estando generalmente unidos a otras construcciones como yagura, tenshu menores, muros, etc. con el objetivo de aumentar sus defensas. La forma en que los tenshu kaku estaban conectados a otros edificios determina su estilo:
- Fukugoshiki (複合式?).- El tenshu kaku estaba directamente conectado con una yagura u otra torre. Presente en el Castillo Matsue.
- Renketsushiki (連結式?).- El tenshu kaku estaba conectado a otra torre o yagura por medio de un watari yagura. Presente en el Castillo Nagoya.
- Renritsushiki (連立式?).- El tenshu kaku, múltiples torres y yagura están unidos entre sí por medio de watari yagura o tamon yagura, de modo que el área del hon maru queda completamente rodeada. Presente en el Castillo Wakayama.
- Dokuritsushiki (独立式?).- En este estilo el tenshu kaku queda completamente aislado. Presente en el Castillo Uwajima.

### Medidas tomadas contra los ninjas
Los principales daimyō, influenciados por las exageraciones del mito de los ninjas y con el afán de evitar ser asesinados, adoptaron varias medidas en sus castillos y mansiones, muchas de las cuales persisten hasta nuestros días. El Castillo Inuyama, por ejemplo, contaba con puertas corredizas en la parte de atrás de las habitaciones privadas, donde siempre se encontraban algunos guardias preparados para atacar. Los castillos además fueron construidos de forma que los visitantes pudieran ser vigilados desde el momento en que cruzaban la puerta exterior del complejo, y en el interior se tomaban serias medidas, como las del Castillo Nijō de Kioto, donde se diseñó un piso especial llamado uguisubari (鴬張り?   «piso del ruiseñor»), en el que es prácticamente imposible caminar sin que el piso rechine y emita un sonido parecido al canto de esos pájaros, con lo que se alertaba de la existencia de un intruso en los pasillos.
A pesar de todas las medidas que se tomaban, fueron pocos los daimyō que no se enfrentaron a intentos de asesinato, por lo que vivían rodeados de sus generales de mayor confianza, quienes no se separaban de su señor en ningún momento. Incluso se dice que en algún momento Takeda Shingen, un importante daimyō del período Sengoku, recomendó que aún en la intimidad con la esposa, un daimyō debía tener una daga a mano.

## Tácticas de guerra: Asedio y defensa

Representación de la campaña de verano del asedio de Osaka.

Los asedios eran la parte más complicada de los métodos de batalla de los samuráis, tanto para los atacantes como para los defensores, por lo que generalmente se llevaban a cabo negociaciones políticas antes del enfrentamiento para evitar el derramamiento de sangre.
Durante un asedio los defensores se enfrentaban primeramente al racionamiento de los alimentos y del agua y la posterior hambruna que pudieran sufrir, ya que generalmente la estrategia del atacante solía centrarse en bloquear el castillo para evitar que los ocupantes recibieran refuerzos, suministros y provisiones. Para esto se construían palizadas o vallas, consistentes de fardos de bambús atados a marcos de madera alrededor del castillo. A ciertas distancias se solía construir una atalaya para poder observar dentro del castillo. El asedio se realizaba entonces de un modo más convencional: los atacantes dispararían protegidos por cortinas de bambú o madera, mientras que los defensores lo harían desde orificios en los muros. La victoria la alcanzaban los atacantes cuando se lograba incendiar el castillo o la guarnición se rendía, ya fuera a causa de la hambruna o las enfermedades. Por otro lado, los defensores podrían forzar el levantamiento del asedio por medio del arribo de tropas de apoyo o cuando sus fuerzas eran superiores a las del otro ejército, obligándoles a retirarse.
Debido a que el uso de la artillería no se desarrolló en Japón del mismo modo que en el mundo occidental, se utilizó en raras ocasiones, generalmente no con la intención de tirar los muros del castillo o su torre del homenaje, sino como un arma antipersonal y con la finalidad de que surtiera un efecto psicológico en las tropas enemigas. Un caso extraordinario del uso de cañones contra un castillo lo constituye el realizado durante el ataque al Castillo Osaka, donde Tokugawa Ieyasu utilizó cañones de procedencia europea contra el castillo.

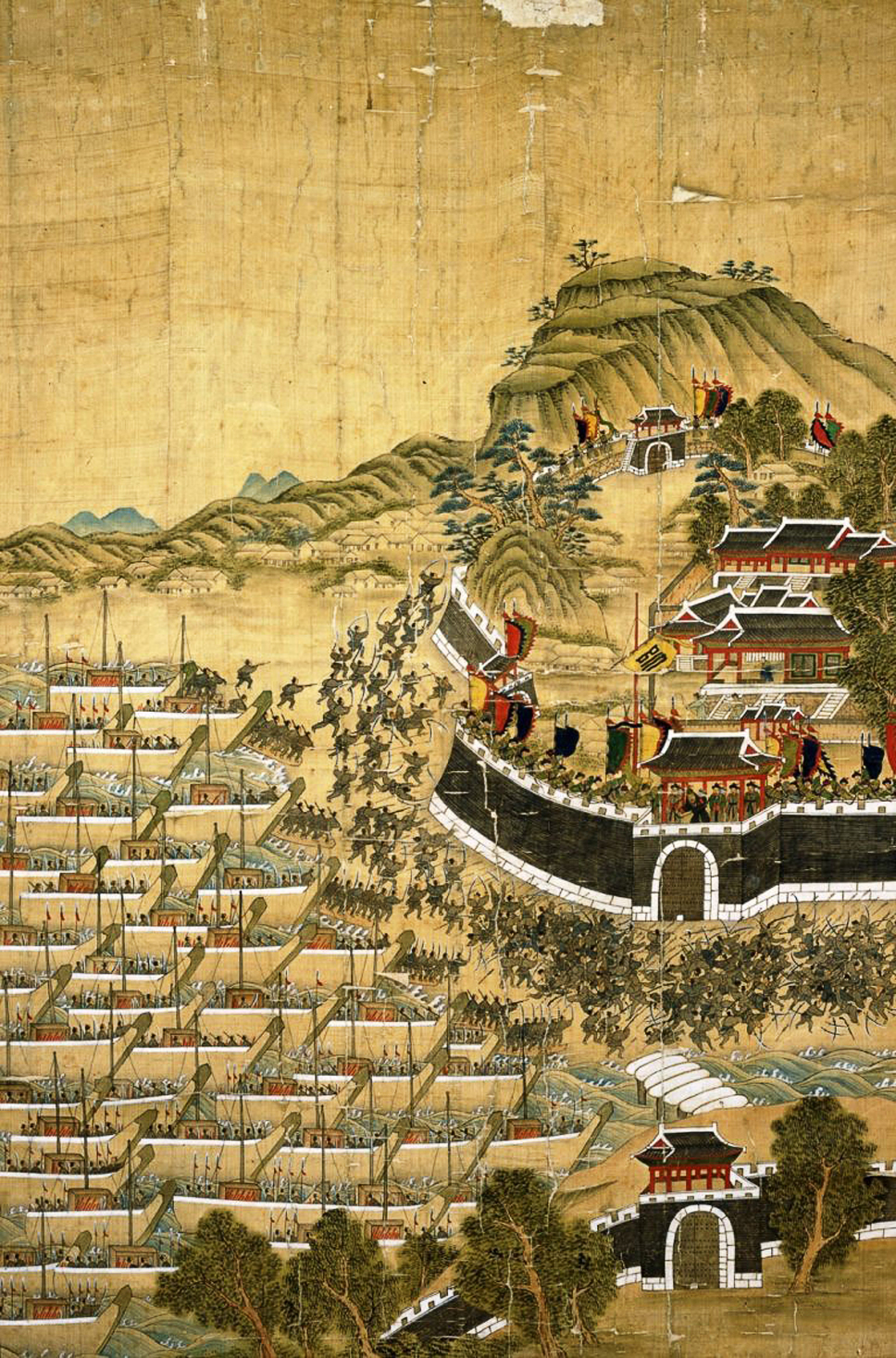
Asedio de Busán por parte de tropas japonesas.

La posición del defensor era demasiado difícil, por lo que generalmente todo se decidía en enfrentamientos a campo abierto. Cuando un daimyō se retiraba a la torre, generalmente lo hacía con la intención de reagrupar sus fuerzas y hacer frente por última vez al enemigo en batalla, siendo las excepciones el caso de Shibata Katsuie y Azai Nagamasa, quienes murieron dentro del castillo en llamas (en el Castillo Kitanosho y Odani respectivamente). Un ejemplo de este proceder se puede observar en el asedio del Castillo Fushimi, parte de la campaña de Sekigara. Durante dicho conflicto, Torii Mototada, general bajo el mando de Tokugawa Ieyasu, soportó junto con sus hombres el ataque de más de 40 000 soldados durante más de diez días. Después de que un traidor incendiara la torre del castillo, con tan solo 200 sobrevivientes, Mototada efectuó cinco contraataques hasta que solo quedaron 10 hombres. No fue hasta ese momento en que Mototada y los sobrevivientes decidieron cometer seppuku para evitar ser capturados con vida.
Durante las invasiones japonesas a Corea se desarrollaron importantes avances en las técnicas japonesas de asedio, siendo uno de los pioneros Katō Kiyomasa. Entre sus inventos se encuentra el kikkōsha (vagón tortuga), el cual era empujado hasta las murallas protegiendo a sus ocupantes de los objetos lanzados.

## Comparativa con el modelo europeo
A diferencia de Europa, donde la implementación de armas de fuego en los combates marcó el final de la existencia de los castillos, en Japón nunca se desarrolló la artillería, por lo que los castillos solo se reforzaron pensando en resistir los disparos de arcabuz y las cargas de caballería.
También a diferencia de otras regiones, en Japón no se desarrolló completamente la construcción en piedra, por lo que esta únicamente fue utilizada en las bases y no en la construcción de castillos, los cuales eran básicamente de madera. Otro aspecto a resaltar es que, aunque desde el exterior los complejos pueden verse similares, ya que ambos seguían el modelo de la mota castral, los castillos japoneses contenían edificios completamente autóctonos en su interior.

## 100 notables castillos de Japón
«100 notables castillos de Japón» (日本百名城 Nihon Hyaku-Meijō?) es una selección de los 100 castillos japoneses considerados más importantes del país realizada en el año 2006 por la Asociación de castillos japoneses (財団法人日本城郭協会  Nihon Jōkaku Kyōkai?), una fundación cultural adscrita al Monbu-kagakushō (文部科学省?). La selección, realizada por un grupo de especialistas, se basó primordialmente en tres aspectos:
1. importancia cultural o artefactos históricos;
2. escenario de algún evento histórico de importancia;
3. ser representativos de cada período histórico o región.

## Castillos y pilares
Los hitobashira (人柱?   lit. «pilar humano») eran  que se realizaban con el fin de que el espíritu de la residencias o castillos, y se les nombra desde tiempos antiguos en Japón, siendo mencionados en el Nihon Shoki, compilado en el año 720.
Las víctimas a convertirse en hitobashira eran voluntarios, generalmente guerreros que se ofrecían como muestra de lealtad a su señor feudal. Con el edificio en construcción, se cavaba un hoyo en el umbral de la residencia o castillo, o en la posición de alguno de los pilares principales. El guerrero cometería entonces seppuku, y sobre su cuerpo se colocarían los fundamentos, con lo que se convertiría en un espíritu protector del edificio.
Las historias de hitobashira fueron comunes durante el siglo XVI. Un ejemplo es la leyenda de Oshizu, una campesina ciega que se ofreció como voluntaria para apaciguar a los kami después de que hubiera resultado imposible estabilizar los muros del Castillo Maruoka. A cambio de su sacrificio, ocurrido en 1576, el daimyō tomaría a su hijo a su servicio. Después de haber muerto enterrada por las piedras, el daimyō olvidó su promesa, por lo que se dice que las constantes inundaciones del foso son consecuencia de las lágrimas de Oshizu, quien llora la desgracia de su hijo.